# Orion Volleybal Doetinchem
Orion Volleybal Doetinchem is een volleybalvereniging uit Doetinchem, Gelderland, Nederland.

## Algemeen
Orion is ontstaan na een fusie tussen "Phoenix" (St. Willibrord Ulo) en "D.V.C".

## Competitie
In het seizoen 2019/20 komt het eerste mannenteam (als Active Living Orion) in de eredivisie uit en het eerste vrouwenteam (als Rabobank Orion Volleybal Doetinchem) in de Topdivisie.
Voormalige sponsornamen
Orion kwam in het verleden onder diverse sponsornamen uit. Onder andere waren dit: Mepal/Orion, Ubbink/Orion, DOC-Stap/Orion, firmX/Orion, Wenters Sports/Orion, Seesing Personeel/Orion.

## Erelijst
| Competitie    | Mannen                 | Vrouwen |
| ------------- | ---------------------- | ------- |
| Landskampioen | 2012, 2019, 2024, 2025 | 1984    |
| Bekerwinnaar  | 1979, 2013, 2017, 2025 | 1984    |
| Supercup      | 2006, 2011, 2019, 2024 |         |

1983/84 als Ubbink/Orion
2011/12 als Langhenkel Volley
2012/13 als firmXOrion
2018/19 als Achterhoek Orion
2019/20 als Active Living Orion